# Hiddenhausen
Hiddenhausen é um município da Alemanha localizado no distrito de Herford, região administrativa de Detmold, estado de Renânia do Norte-Vestfália.